# Rio Branco AC (ES)
Az Rio Branco Atlético Clube (ES), vagy Rio Branco, labdarúgó klubot 1916-ban a brazíliai Vitória városában hozták létre. Espírito Santo állam Capixaba bajnokságának első osztályában, valamint az országos bajnokság negyedik vonalában szerepel.

## Története
1913. június 15-én fiatalok egy csoportja (többek közt Antônio Miguez, José Batista Pavão, Edmundo Martins, Nestor Ferreira Lima, Gervásio Pimentel, és Cleto Santos) alapította meg a klubot, mivel a meglévő városi labdarúgó csapatban nem tudtak szerepelni.
Hivatalosan ez év június 21-én keresztelték el a csapatot Juventude e Vigor névre és zöld-fehér szerelésben léptek pályára.
1914. február 10-én vették fel a Rio Branco Football Club nevet, majd 1917. május 20-án a klub színeit fekete-fehérre cserélték.
1918-ban sikerült megszerezniük első trófeájukat az állami bajnokságban.
1934-1939-ig hat alkalommal szerezték meg egymás után az állami bajnoki címet, amit azóta sem sikerült felülmúlni egyetlen csapatnak sem.
Az Atlético nevet 1941. március 18-án vették fel, amely a mai napig is az egyesület megnevezése.
A csapat mindig meghatározó szerepet játszott a Capixaba bajnokságban, de az 1985-ös sikert követően hullámvölgybe került és legközelebb 25 év elteltével abszolválták újra a bajnoki címet 2010-ben.

## Sikerlista

### Állami
- 37-szeres Capixaba bajnok: 1918, 1919, 1921, 1924, 1929, 1930, 1934, 1935, 1936, 1937, 1938, 1939, 1941, 1942, 1945, 1946, 1947, 1949, 1951, 1957, 1958, 1959, 1962, 1963, 1966, 1968, 1969, 1970, 1971, 1973, 1975, 1978, 1982, 1983, 1985, 2010, 2015
- 1-szeres Segunda Divisão bajnok: 2005

## Játékoskeret
2015-től
| # |     | Poszt | Név               |
| - | --- | ----- | ----------------- |
|   | BRA | K     | Paulo Vitor       |
|   | BRA | V     | Jefferson         |
|   | BRA | V     | Ratinho           |
|   | BRA | V     | Klebinho          |
|   | BRA | V     | Rafael Olioza     |
|   | BRA | KP    | Ramon             |
|   | BRA | KP    | Flávio            |
|   | BRA | KP    | João Paulo        |
|   | BRA | KP    | Wellington Jacaré |
|   | BRA | CS    | Pires             |
|   | BRA | CS    | Myller            |